# Da hilft nur beten!
Da hilft nur beten! ist ein deutscher Fernsehfilm des Regisseurs Michael Rowitz, der 2023 zum ersten Mal im Fernsehen ausgestrahlt wurde.

## Handlung
Auf einer einsamen Landstraße kommt es beinahe zum Unfall zwischen dem Creative Director Conrad Faber und der Novizin Schwester Charlotte. Conrads Auto kommt schwer beschädigt im Acker zum Stehen und Charlottes Fahrrad liegt mit einem verbogenen Vorderrad im Straßengraben. Conrad verpasst deshalb seinen Flug nach New York, wo er sein Konzept für die Präsentation eines neuen SUVs vorstellen wollte. Da ihm auch seine Brieftasche mit Geld, Dokumenten und Kreditkarten abhandengekommen ist, muss er vorübergehend im Kloster der Heiligen Lioba bleiben. Die Anwesenheit eines gutaussehenden, weltlichen Mannes in ihrem Alter ist eine Herausforderung für den Glauben der jungen Novizin Charlotte. Vor allem, da Conrad längere Zeit im Kloster bleibt und sie sich in ihrer Funktion als Gastmeisterin des Klosters um sein Wohlergehen kümmern muss.
Conrads Vorgesetzter Welling schafft es nicht, ihn bei der Präsentation entsprechend zu vertreten und den Auftraggeber von Conrads Konzept zu überzeugen. Dieser erarbeitet daraufhin eine neue Idee, die als Ort der Präsentation das Kloster vorsieht. Gleichzeitig unterstützt er die Klosterschwestern bei der Vermarktung ihrer Produkte, vor allem des Heilwassers und des Klosterlikörs. Hinter dem Rücken der Schwestern verhandelt Conrad mit der Immobilienverwaltung der Diözese, die das kaum noch bewohnte und nur Kosten verursachende Kloster gerne verkaufen und mit dem Erlös die ständig klammen Finanzen der Diözese aufbessern möchte. In einen Gewissenskonflikt kommt Conrad jedoch, als ihm nach einem Wassereinbruch im Keller die verschollene und von den Schwestern fieberhaft gesuchte Päpstliche Bulle in die Hände fällt. Diese garantiert dem Orden die zeitlich uneingeschränkte Nutzung des Klosters und könnte damit den Verkauf der Liegenschaften durch die Diözese verhindern. Anfangs möchte Conrad die Bulle noch vernichten. Doch nach einiger Zeit verwirft er diesen Gedanken. Er ist den Klosterschwestern dankbar, dass sie ihn so unkompliziert aufgenommen haben und hat sich – vor allem mit der alten aber rüstigen Schwester Hedi – angefreundet. Er sieht auch, welch wichtige Arbeit die Gemeinschaft leistet. Wie mit der jungen Postulantin Lio, die in der Gemeinschaft ihre Drogensucht und ihr selbstverletzendes Verhalten hinter sich gelassen und sich aus der toxischen Beziehung zu ihrem ebenfalls drogensüchtigen Freund gelöst hat.
Weil Conrad und Charlotte sich nähergekommen sind, kommt es immer öfter zu Spannungen. Auch weil Conrad Charlottes Beweggründe für ein Leben im Kloster anzweifelt. Er hat herausgefunden, dass Charlotte vor nicht langer Zeit noch eine sehr erfolgreiche Influencerin war, die Produkte in den Bereichen Bodyshaping und Nahrungsergänzung beworben hat. Diese oberflächliche Betrachtung macht Charlotte wütend. Mit 900.000 Followern konnte sie sich alles leisten, egal ob es Luxus, Partys oder Männer waren. Nach einem Autounfall und einer schweren Rückenmarksverletzung saß sie längere Zeit mit einer Querschnittslähmung im Rollstuhl. Im Krankenhaus traf sie auf Schwester Hedi, die dort wegen einer Hüft-OP war. Wegen Hedi beschloss Charlotte, ins Kloster zu gehen. Dort lernte sie eine neue Seite des Lebens kennen und nachdem ihr Körper langsam heilte, auch wieder zu gehen.
Charlotte kann nicht mehr ignorieren, dass sie Gefühle für Conrad hat. Als sie jedoch bei Dr. Schmeick in der Diözese erfährt, dass Conrads Firma das Kloster kaufen möchte, ist sie zutieftst enttäuscht. Zufällig muss Charlotte ein Telefonat zwischen Conrad und seinem Chef Welling mitanhören, danach sie mit Conrad nichts mehr zu tun haben. Als dann auch noch das Wasser der Heilquelle versiegt, sieht Charlotte langsam alle Chancen für das Kloster schwinden. Welling besucht persönlich das Kloster der Heiligen Lioba, um die Örtlichkeiten zu besichtigen. Conrad möchte jedoch die Ideen seiner Firma nicht mehr unterstützen und übergibt in Wellings Beisein die Päpstliche Bulle an Charlotte. Die Zukunft der Ordensschwestern im Kloster ist damit zwar gesichert, Charlotte zweifelt jedoch an ihrer eigenen Zukunft im Orden. Nach einem langen Gebet fasst sie den Entschluss, das Kloster noch vor dem Ende ihrer Zeit als Novizin zu verlassen.
Conrad findet Charlotte unweit des Klosters an einer Bushaltestelle. Sie erklärt ihm, dass sie auf ein Zeichen Gottes gewartet hat und Conrads Erscheinen im Kloster sei das Zeichen gewesen. Sie hat den Entschluss gefasst, als systemische Beraterin zu arbeiten und den Menschen unabhängig vom Orden zu helfen. Conrad hingegen hat beschlossen, noch eine Weile bei den Ordensschwestern zu bleiben und sie beim Vertrieb ihrer Produkte zu unterstützen. Bevor sie in den Bus steigt lächelt Charlotte Conrad an und sagt, sie wisse jetzt, wo sie ihn finde.

## Produktion
Da hilft nur beten! wurde im Sommer 2021 im Westerwald gedreht, die Dreharbeiten waren am 22. September abgeschlossen. Drehorte waren die Abtei Rommersdorf mit Klosterkirche, Kreuzgang, Klosterhof und Wohntrakten, die Altstadt von Linz, das DRK-Krankenhaus in Neuwied und der Landshuber Weiher in Ransbach-Baumbach.

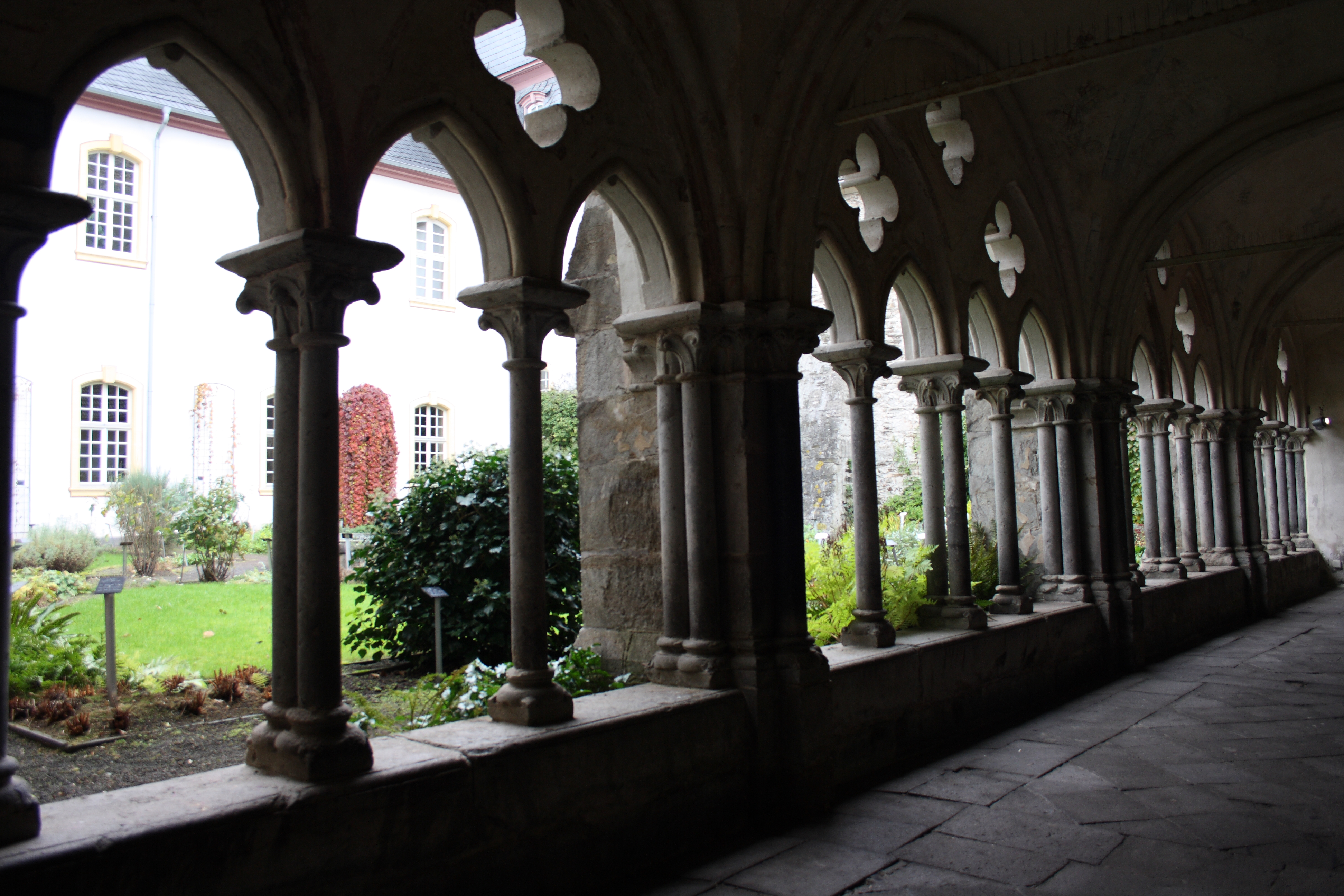
Kreuzgang Abtei Rommersdorff
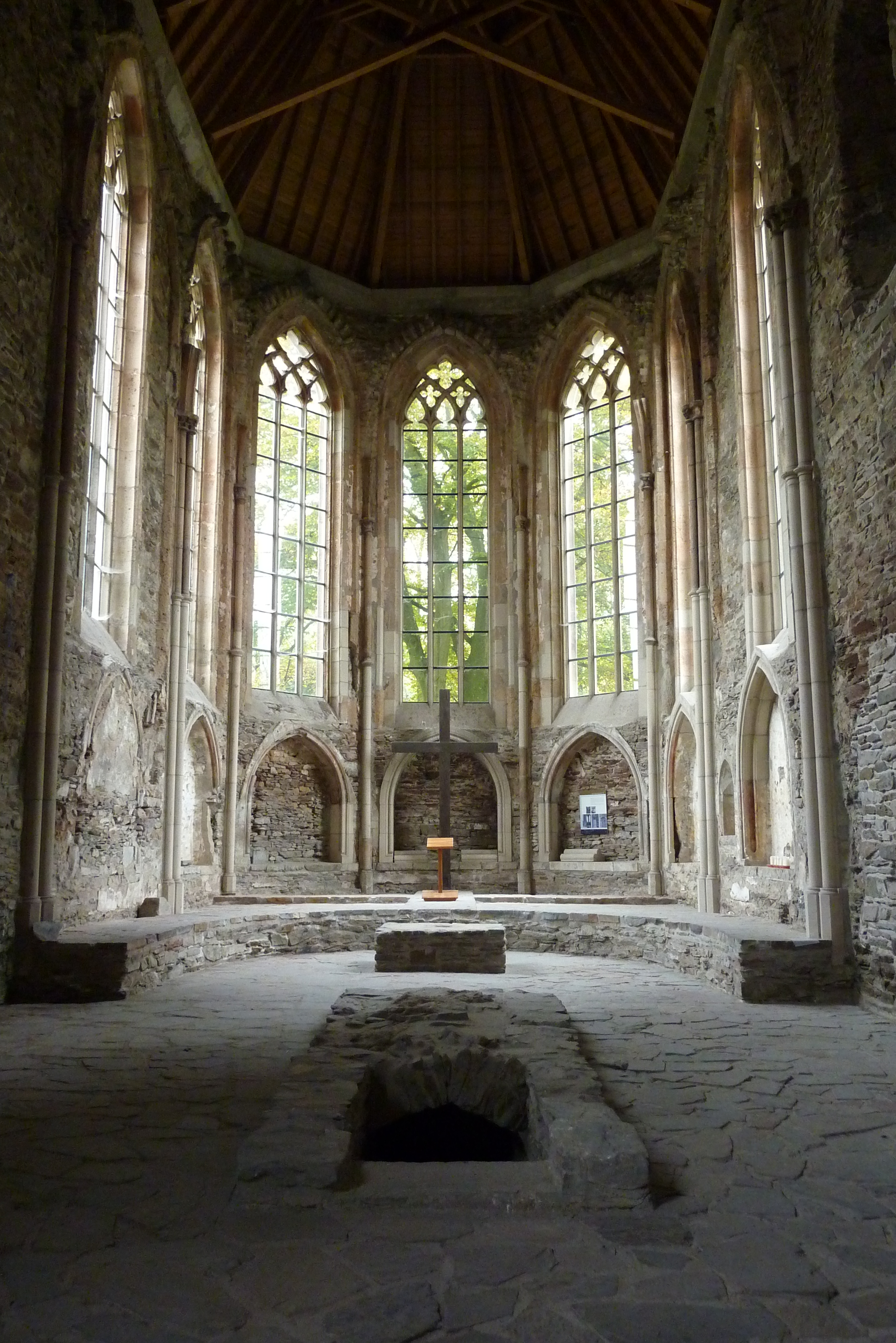
Klosterkirche Abtei Rommersdorff
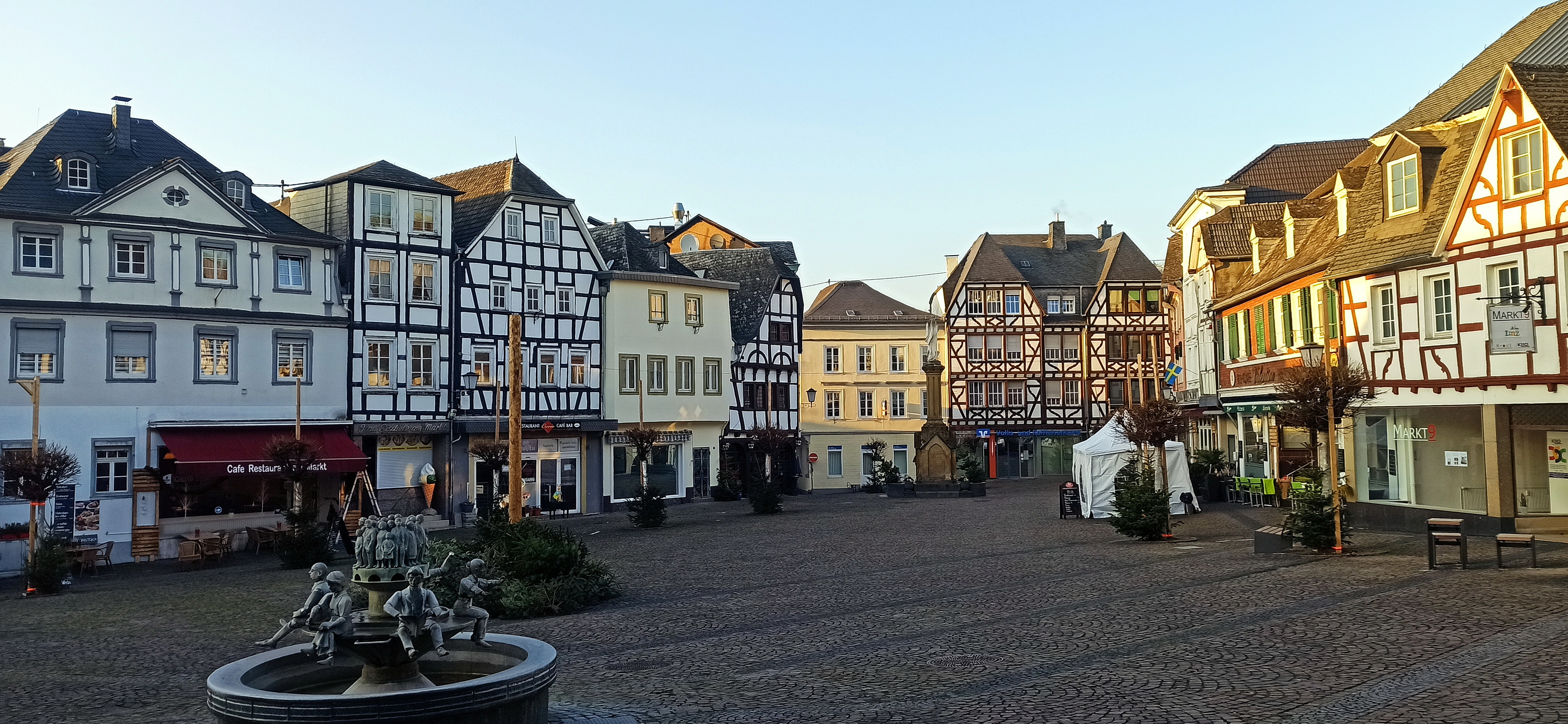
Marktplatz in Linz am Rhein
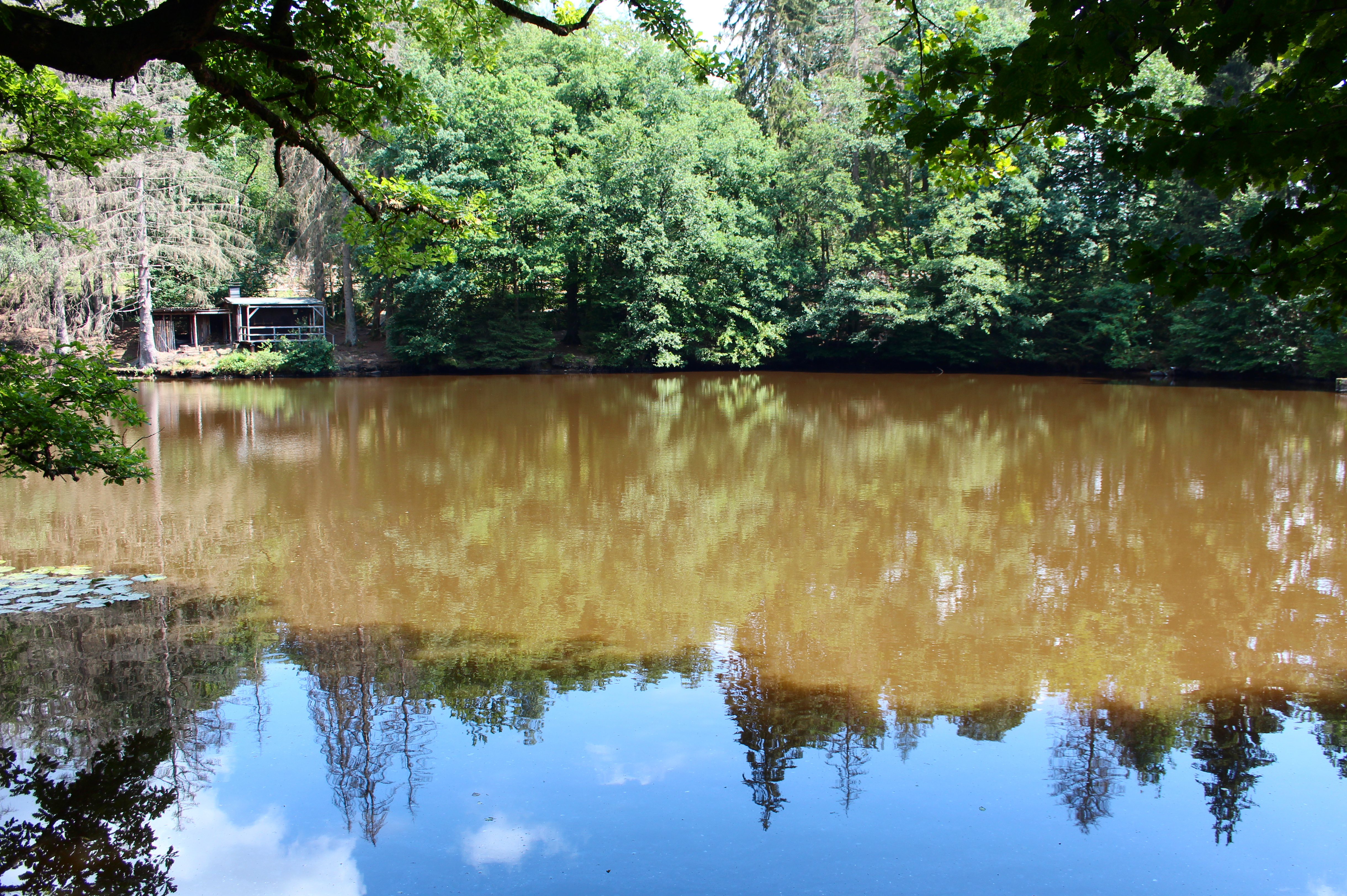
Landshuber Weiher

## Veröffentlichung
Die Erstausstrahlung war für Anfang 2022 geplant. Wegen des Russischen Überfalls auf die Ukraine wurde der für Frühjahr 2022 geplante Termin mehrmals verschoben. Da hilft nur beten! wurde schließlich am 3. Februar 2023 im Ersten zum ersten Mal gezeigt.